# Stazione di Montesilvano Spiaggia
La stazione di Montesilvano Spiaggia era una stazione ferroviaria posta lungo la ex linea ferroviaria a scartamento ridotto Pescara-Penne chiusa il 20 giugno 1963; situata alla fine di via Michetti, era a servizio del comune di Montesilvano.